# Wolfram Kühn (Admiral)
Wolfram Kühn (* 7. November 1952 in Bad Schwartau) ist Vizeadmiral a. D. der Deutschen Marine und war vom 27. April 2006 bis 28. März 2012 Inspekteur der Streitkräftebasis und Stellvertreter des Generalinspekteurs der Bundeswehr.

## Militärischer Werdegang

### Ausbildung und erste Verwendungen
Kühn trat 1972 als Offizieranwärter der Bundesmarine in den Dienst der Bundeswehr. 1973 erhielt er die Beförderung zum Leutnant zur See. Es schloss sich ein Studium der Wirtschafts- und Organisationswissenschaften an der Universität der Bundeswehr in Hamburg an, welches er 1977 als Diplom-Kaufmann abschloss. Während dieser Zeit wurde er 1976 zum Oberleutnant zur See befördert.
Nach dem Studium wurde Kühn auf den Zerstörer Schleswig-Holstein mit Heimathafen Wilhelmshaven versetzt, wo er von 1977 bis 1979 als Ortungsoffizier diente. 1979 wurde er zum Kapitänleutnant befördert und nach Kiel versetzt. Dort war er von 1979 bis 1982 als Adjutant des Befehlshabers des Territorialkommandos Schleswig-Holstein und zugleich Deutschen Bevollmächtigten im Bereich Allied Forces Northern Europe (AFNORTH) der NATO eingesetzt. Nach dieser Stabsverwendung ging es zurück nach Wilhelmshaven, wo Kühn von 1982 bis 1984 als Schiffsversorgungsoffizier auf der Fregatte Rheinland-Pfalz diente. Schließlich wurde er nach Hamburg versetzt und absolvierte an der Führungsakademie der Bundeswehr von 1984 bis 1986 den 26. Admiralstabslehrgang und erhielt nach dessen Abschluss die Beförderung zum Korvettenkapitän.

### Dienst als Stabsoffizier
Von 1986 bis 1987 diente Kühn als Hörsaalleiter und Inspektionschef an der Marineversorgungsschule in List. Im Jahr darauf war Kühn bis 1989 abermals beim Territorialkommando Schleswig-Holstein und Deutschen Bevollmächtigten AFNORTH in Kiel eingesetzt, diesmal als Logistik-Stabsoffizier (G4). Es folgte eine Verwendung als Referent Bundeswehrplanung im Führungsstab der Marine (FüM) im Bonner Bundesministerium der Verteidigung. 1990 wurde Kühn zum Fregattenkapitän befördert und übernahm bis 1991 ebenfalls im Bonner Ministerium bis 1991 den Posten des Stabsoffiziers beim Chef des Stabes im Führungsstab der Streitkräfte (FüS), Peter Haarhaus.
Von 1991 bis 1993 war Kühn als Lehrgruppenkommandeur und stellvertretender Kommandeur der Marineversorgungsschule in List eingesetzt. Hiernach wurde er wieder in den Führungsstab der Marine versetzt, wo er bis 1994 als Referent für Grundsatzangelegenheiten Logistik/Rüstung diente. Im gleichen Jahr, 1994, absolvierte Kühn einen Lehrgang am Defense Resources Management Institute (DRMI) der Naval Postgraduate School in Monterey, Kalifornien.
Zurück in Deutschland übernahm er von 1994 bis 1997 in Wilhelmshaven den Posten des Leiters Controlling im Marineunterstützungskommando und wurde während dieser Verwendung 1995 auch zum Kapitän zur See befördert. Anschließend absolvierte er von 1997 bis 1998 ein Aufbaustudium am National War College in Washington, D.C., welches er mit einem Master of Science in National Security Strategy abschloss.
Von 1998 bis 2001 war Kühn als Referatsleiter für Grundsatzangelegenheiten der Logistik und des Verkehrs- und Transportwesens im Führungsstab der Streitkräfte (FüS V 1) und der Streitkräftebasis (FüSKB II 1, im Oktober 2000 eigenständiger militärischer Organisationsbereich aufgestellt) in Bonn eingesetzt.

### Dienst als Admiral
Im Jahre 2001 wurde Kühn schließlich zum Flottillenadmiral ernannt und bis 2002 als Chef des Stabes des Streitkräfteunterstützungskommandos unter dem Kommando von Ulf von Krause nach Köln-Wahn versetzt. Von 2002 bis 2004 diente er als Stabsabteilungsleiter im Führungsstab der Marine unter dem Kommando des Chefs des Stabes, Jörg Auer. 2004 wurde Kühn schließlich selbst zum Konteradmiral ernannt und übernahm am 12. Februar desselben Jahres von Egon Ramms den Posten des Chefs des Stabes im Führungsstab der Streitkräfte. Diesen Posten gab er zum 20. April 2006 an Manfred Engelhardt ab.
Nach der vorzeitigen Versetzung in den einstweiligen Ruhestand des Hans-Heinrich Dieter im Januar 2006 übernahm Kühn am 27. April 2006 unter Ernennung zum Vizeadmiral vom Interimsamtsinhaber Johann-Georg Dora den Posten des Inspekteurs der Streitkräftebasis und Stellvertreters des Generalinspekteurs der Bundeswehr. Wolfram Kühn übergab sein Amt am 28. März 2012 an Vizeadmiral Manfred Nielson und wurde mit einem großen Zapfenstreich in den Ruhestand verabschiedet.

## Privates
Kühn ist verheiratet.